# خوزه آسکونا دل هویو
خوزه سیمون آسکونا دل هویو (انگلیسی: José Simón Azcona del Hoyo؛ زادهٔ ۲۶ ژانویه ۱۹۲۷ – درگذشتهٔ ۲۴ اکتبر ۲۰۰۵) یک سیاستمدار اهل هندوراس بود. او از ۲۷ ژانویه ۱۹۸۶ تا ۲۷ ژانویه ۱۹۹۰ رئیس‌جمهور هندوراس بود.